# Молдова Сулица (Сучава)
Молдова Сулица (рум. Moldova Suliţa) насеље је у Румунији у округу Сучава у општини Молдова Сулица. Oпштина се налази на надморској висини од 961 m.

## Становништво
Према подацима из 2011. године у насељу је живело 2059 становника.